# Corry-Massiv
Das Corry-Massiv ist ein großes und 2065 m hohes Massiv mit ungewöhnlichem Moränenmuster an der Nordflanke im ostantarktischen Mac-Robertson-Land. Es ragt 5 km westnordwestlich des Crohn-Massivs in der Porthos Range der Prince Charles Mountains auf.
Kartiert wurde das Massiv anhand von Luftaufnahmen, die zwischen 1956 und 1965 im Rahmen der Australian National Antarctic Research Expeditions entstanden. Das Antarctic Names Committee of Australia (ANCA) benannte es nach Maxwell John Corry (* 1940), Geodät auf der Mawson-Station im Jahr 1965.